# 沙普德伊
沙普德伊（法語：Chapdeuil，法語發音：[ʃapdœj]）是法国多尔多涅省的一个市镇，属于佩里格区。

## 地理
沙普德伊（45°20'32"N, 0°28'30"E）面积7.71 平方千米，位于法国新阿基坦大区多爾多涅省，该省份为法国西南部内陆省份，是法國本土面积第三大的省，大致对应佩里戈尔地区，北起顺时针与夏朗德省、上维埃纳省、科雷兹省、洛特省、洛特-加龙省、吉倫特省和滨海夏朗德省接壤。
与沙普德伊接壤的市镇（或旧市镇、城区）包括：圣瑞斯特、迈松堡、大布拉萨克、拉图尔布朗什-塞尔克勒。

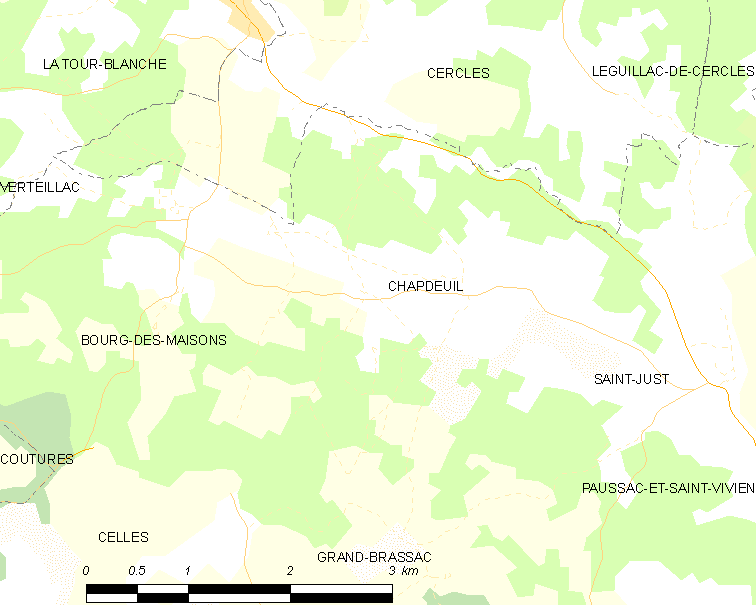
沙普德伊的OSM定位图

沙普德伊的时区为UTC+01:00、UTC+02:00（夏令时）。

## 行政
沙普德伊的邮政编码为24320，INSEE市镇编码为24105。

## 政治
沙普德伊所属的省级选区为佩里戈尔地区布朗托姆县。

## 人口

1962-2008年间沙普德伊人口变化图示

沙普德伊于2022年1月1日时的人口数量为140人。